# Понтъприд
Понтъпрѝд (на уелски: Pontypridd, произнася се [pɒntəpriːð]) е град в Южен Уелс, графство Ронда Кънън Таф. Разположен е около мястото на вливането на река Ронда Ваур в река Таф на около 20 km на северозапад от централната част на столицата Кардиф. ЖП възел. Населението му е 29 781 жители според данни от преброяването през 2001 г.

## Култура
От Понтъприд е уелската рокгрупа „Лостпрофитс“.